# Servicio de Información de las Fuerzas Armadas
El Servicio de Información de las Fuerzas Armadas (Griego: Υπηρεσία Ενημερώσεως Ενόπλων Δυνάμεων, ΥΕΝΕΔ, Ypiresia Enimeroseos Enoplon Dynameon, YENED) era la estación televisiva y radiofónica de las Fuerzas Armadas de Grecia. Inició transmisiones el 27 de febrero de 1966, bajo el nombre de Televisión de las Fuerzas Armadas.
El 17 de noviembre de 1970, mediante un decreto promulgado por la junta, fue renombrada a Servicio de Información de las Fuerzas Armadas, que empezó a administrar el canal de televisión y algunas estaciones de radio en el país.
El canal cesó sus emisiones el 1 de octubre de 1982.

## Historia

### Inicios
La estación estuvo instalada en una base experimental en las instalaciones del Servicio Geográfico Militar Helénico, y empezó a transmitir el 27 de febrero de 1966, unos cuatro días después de que la Ellinikí Radiofonía Tileórasi iniciara transmisiones de su propio canal de televisión. El primer programa que emitió el canal fue un documental sobre Corfú.
Originalmente, el canal se emitía a través del Canal 10, pero años después, paso a emitir a través del Canal 5. Emitía una programación generalista, tales como boletines de noticias, programas deportivos, series dramáticas y otros. A partir de 1970, empezó a emitir seriales, que gozaron de popularidad por parte de los televidentes griegos. El último de estos seriales, fue Grito de los Lobos, que se emitió en 1981 y que fue interrumpido por motivos políticos.

### Últimos años
El 1 de octubre de 1982, el canal fue traspasado a la administración civil y posteriormente fue renombrada a ERT2.
- Datos: Q12885614